# Onthophagus otai
Onthophagus otai là một loài bọ cánh cứng trong họ Bọ hung (Scarabaeidae).